# ويت كلود مونتان

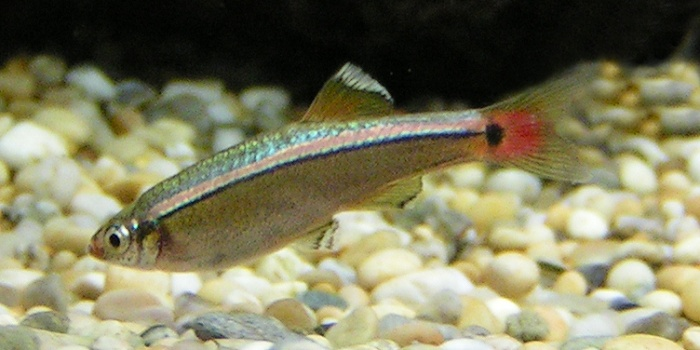

ويت كلود مونتان (باللاتينية: Tanichthys albonubes)، (بالإنجليزية: White Cloud Mountain minnow) تنتمي لعائلة شبوطيات Cyprinidae .